# Тенгри
Тенгри (мађ. Tengri)(старотурски:𐰚𐰇𐰚:𐱅𐰭𐰼𐰃 значи Плаво небо, староујгурски:  tängri; Осм. тур.: تآنغرِ; буг. Тангра; прототурски: *teŋri / *taŋrɨ; монголски скр.: ᠲᠩᠷᠢ, T'ngri; Tenger; tengri) главно је божанство древних степских народа (Сјонгнуа, Хуна, Туркијаца), монголских Сјиенпејса, а такође је део, према истраживањима, изворне религије Мађара, Секеља, засновано на Тенгризму. Идеја је аналогна кинеској идеји тиен ли, која се проширила током Западне династије Џоу (XI – VIII век пре нове ере) и стварања таоистичке нове речи 靝 (у којој је 青 „плаво“, а 氣 је „чи ", што даје „плаво небо”). Отуда потиче сличан конфучијански концепт. Међу четири правца у кинеској астрономији, исток је представљао плави змај, Запад бели тигар, југ црвени феникс, а север црна змија-корњача, што је слично симболима коришћеним у тенгризму.
Тенгри је свеобухватни Бог неба у традиционалним турским, јенисејским, монголским и разним другим номадским алтајским верским веровањима. Тенгри се не сматра божанством у уобичајеном смислу, већ персонификацијом универзума. Међутим, неке особине повезане са Тенгријем као судијом и извором живота, као и вечним и врховним, навеле су европске и муслиманске писце да идентификују Тенгри као божанство турских и монголских народа. Према монголском веровању, Тенгријева воља (џајајан) може да прекрши своје уобичајене законе и интервенише слањем изабране особе на земљу.
У принципу, у тенгризму нема симбола, међутим, често се користе симболи дрвета живота и четири неба. Често се меша са религијама које обожавају сунце, иако је Сунце само знак Тенгрија. Драматично пирамидална планина, за коју се дуго веровало да је највиша тачка на граници између Казахстана и Киргистана, названа је Кан Тенгри. Свето место тенгризма је Отукен, а то је је планина која је симболизована именом Отгонтенгер, настало од композиције Отукена и Тенгрија.

## Порекло имена
Најстарији облик имена забележен је у кинеским аналима из 4. века пре нове ере, који описују веровања Сјонгнуа. Има облик 撑犁/Сјенг-ли, за који се претпоставља да је кинеска транскрипција Тангрија. (Прототурски облик речи је реконструисан као *Теŋри или *Таŋрɨ.)  Алтернативно, реконструисана алтајска етимологија од *Т`аŋгири („заклетва“ или „бог“) би више наглашавала божанство, бога него његова власт над небом. Генерално се претпоставља да је термин тенгри првобитно значио „небо“. Андреј Кононов је предложио да се термин формира речима тан (јутро) и ињир (вече) у танри, што се односи на небо као целину.
Турски облик, Тенгри, је посведочен у Орхонским натписима из 8. века као старотурски облик 𐱅𐰭𐰼𐰃 Теŋри. У савременом турском језику, изведена реч „Танрı“ се користи као генеричка реч за „бога“, или за Аврахамског бога, а данас је користе турци у свом језику за означавање било ког бога. Врховно божанство традиционалне религије Чуваша је Тура.
Други остаци имена у савременим језицима укључују монголски: Тенгер („небо“), бугарски: Тангра, азербејџански: Танрı.
Раније је сугерисано да је кинеска реч за „небо“ 天 (мандарински: тиан < старокинески *тхин или *тхин)) повезана са Тенгријем, што је вероватно позајмица на кинески из праисторијског централноазијског језика.  Међутим, овај предлог је мало вероватан у светлу недавних реконструкција старокинеског изговора знака „天“, као што је *кʰл'иːн (Женгжанг) или *лˤи[н] (Бактер-Сагарт), који за 天 предлажу безвучни бочни почетак, било кластер или један сугласник, респективно. Бактер & Сагарт ( 113–114) указали су на потврђене дијалекатске разлике у источном Хан кинеском, употребу 天 као фонетичке компоненте у фоно-семантички сложеним кинеским знаковима и избор 天 за транскрибовање страних слогова, што је све подстакло да закључе да је око 200. године 天 почетак имао два изговора: крунски *тʰ и дорзални *к, од којих оба вероватно потичу од ранијег безгласног бочног *лˤ.
Лингвиста Стефан Георг је предложио да турска реч на крају потиче као позајмљена реч од протојенисејског *тɨŋгɨр- „висок“.
Ејми Чуа преводи име као „[Т]вечно плаво небо“, вероватно због конотација употребе имена.

## Историја
Тенгри је био национални бог Гоктурка, описан као „бог Туркијаца“ (Türük Tängrisi). Гоктуркијски канови су своју моћ заснивали на мандату од Тенгрија. Ови владари су били опште прихваћени као Тенгријеви синови који су га представљали на Земљи. Носили су титуле као што су тенгрикут, кутлуг или куталмисх, на основу веровања да су достигли кут, неку врсту небеске и духовне силе коју је Тенгри дао овим владарима.
Пре страних утицаја, турска концепција тенгри се сматрала небом или вољом која контролише небо, вероватно неком врстом силе. Из овога се развио концепт личног бића. Прво, када су Турци преузели друге религије, термин тенгри је постао назив (личног) бога или „вишег бића“.
Тенгри је био главно божанство које је обожавала владајућа класа централноазијских степских народа у 6. до 9. веку (Туркијски народи, Монголи и Мађари). Изгубио је значај када су ујгурски кагани прогласили манихејство државном религијом у 8. веку. Обожавање Тенгрија су у источну Европу донели Хуни и рани Бугари.
Тенгри се сматра главним богом који је створио све ствари. Поред овог небеског бога, имали су и споредна божанства (Alps) која су служила за потребе Тенгрија. Као Гок Танрı, био је отац сунца (Коиасх) и мјесеца (Аи Танрı), а такође је био и Умаи, Ерлик, а понекад и Улген.

## Митологија
Тенгри је био главни бог туркијског пантеона, који је контролисао небеску сферу. Тенгри се сматра сличним индоевропском богу неба *Диеусу, а структура реконструисане протоиндоевропске религије је ближа оној раних Турака него религији било ког народа блискоисточне или медитеранске антике. У хришћанској турској употреби Тенгри се користи за Исусовог оца, који се назива „Божји син ”(Tengri Oghli) и „Месија Бог ”(Mshikha Tengri). Тенгри се такође пореди са Алахом и Кхудом. Осим страних религиозних утицаја, колико је данас познато, оригинални турски концепт Тенгрија био је „небо“ или дух који влада на небу. Тај дух је вероватно замишљен као нека врста силе, која одговара „мани“ у модерној етнологији.
Најважније савремено сведочанство обожавања Тенгри налази се у старотурским Орхонским натписима, датираним у почетак 8. века. Написани такозваним орхонским писмом, ови натписи бележе извештај о митолошком пореклу Турака. Натпис посвећен Кул Тигину укључује одломке (у преводу који је дао Комитет за језике Министарства културе и информисања Републике Казахстан): „Када је створено плаво небо Тенгри изнад и смеђа земља испод, између њих створено је људско биће, моји преци Бумин Каган и Истеми Каган су владали људима по турским законима, они су их водили и успели“ (лице 1, ред 1); „Тенгри ствара смрт. Сва људска бића су створена да би умрла“ (старотурски: Öd Teŋri yasar kisi oγlu qop ölgeli törürmis), (лице 2, ред 9); „Преминуо си (дословно: 'одлетио је') док ти Тенгри поново не да живот" (лице 2, ред 14). Кагани којима су владали вољом Тенгри мислили су о древном турском народу и ове мисли су сачували у текстовима Оркхонских натписа на следећи начин: „Ја, Тенгри сличан и Тенгри-рођен Турчин Билге Каган, наследио сам трон у ово време“ (старотурски: Teŋiriteg Teŋiride bolmuš Türük Bilge Qaγan bü ödüke olurtum).
У једном турском миту, Тенгри је чиста, бела гуска која непрестано лети изнад бескрајног воденог пространства, што представља време. Испод ове воде, „Бела мајка“ (Ak Ana) га дозива говорећи „Створи“. Да би превазишао своју усамљеност, Тенгри ствара Ер Кишија, који није тако чист или бео као Тенгри и заједно су поставили свет. Ер Киши постаје демонски лик и настоји да заведе људе и увуче их у своју таму. Тенгри преузима име Тенгри Улген и повлачи се у рај из којег покушава да људима пружи водство преко светих животиња које шаље међу њих. Ак Тенгриси заузимају пети ниво неба. Шамански свештеници који желе да стигну до Тенгри Улгена никада не иду даље од овог нивоа, где своје жеље преносе божанским водичима. Повратак на земљу или на људски ниво одвија се у посуди у облику гуске.